# スプートニク3号
スプートニク3号（スプートニク3ごう、露: Спутник-3）は、1958年にソビエト連邦によって打ち上げられた人工衛星。12種類の科学観測装置を搭載し、地球の上層大気や地球近傍の宇宙空間の観測を行った。

## 概要
スプートニク3号は全長3.57mの円錐で、質量は1327kgだった。12種類の観測機器を搭載し、上層大気の気圧と組成、地球付近の宇宙空間での荷電粒子の分布、宇宙線に含まれる光子・重粒子、地球の磁場と電場、流星物質など、様々な観測を行えた。
スプートニク3号の設計作業は1956年7月から開始され、当初は世界初の人工衛星として打ち上げられる予定だった。しかし衛星の開発が難航し、その一方で打ち上げロケットが先に完成したため、簡素な設計の衛星が急遽製造され、先にスプートニク1号として打ち上げられることになった。
スプートニク3号の打ち上げは、1号の打ち上げから7ヶ月後の1958年5月15日に行われた。バイコヌール宇宙基地から発射されたスプートニクロケットは衛星を近地点217km、遠地点1864kmの楕円軌道に投入することに成功した。しかし衛星のテープレコーダーが故障したために観測に大きな制約が生じ、期待されたほどの成果は得られなかった。
運用終了後もしばらく地球周回軌道に留まっていたが、地球の上層大気の抵抗により軌道高度を下げ、1960年4月6日に大気圏に突入した。